# Прово (Владимирци)
Прово је насеље у Србији у општини Владимирци у Мачванском округу. Према попису из 2022. било је 1737 становника.
У селу постоји фудбалски клуб Прово који се такмичи у Српској лиги Запад, трећем такмичарском нивоу српског фудбала.

## Демографија
У насељу Прово живи 1938 пунолетних становника, а просечна старост становништва износи 43,0 година (41,5 код мушкараца и 44,7 код жена). У насељу има 811 домаћинстава, а просечан број чланова по домаћинству је 2,90.
Ово насеље је великим делом насељено Србима (према попису из 2002. године), а у последња три пописа, примећен је пад у броју становника.
|             | \| Демографија[1] \| Демографија[1] \| Демографија[1] \| \| Година \| Становника \| Становника \| \| -------------- \| -------------- \| -------------- \| \| 1948. \| 3.240 \| \| \| 1953. \| 3.438 \| \| \| 1961. \| 3.253 \| \| \| 1971. \| 3.130 \| \| \| 1981. \| 2.984 \| \| \| 1991. \| 2.721 \| 2.621 \| \| 2002. \| 2.355 \| 2.553 \| \| 2011. \| 2.041 \| \| |            |
| Демографија | |            |
| Година      | Становника | Становника |
| 1948.       | 3.240 |            |
| 1953.       | 3.438 |            |
| 1961.       | 3.253 |            |
| 1971.       | 3.130 |            |
| 1981.       | 2.984 |            |
| 1991.       | 2.721 | 2.621      |
| 2002.       | 2.355 | 2.553      |
| 2011.       | 2.041 |            |

| Етнички састав према попису из 2002.‍ | Етнички састав према попису из 2002.‍ | Етнички састав према попису из 2002.‍ | Етнички састав према попису из 2002.‍ | Етнички састав према попису из 2002.‍ |
| ------------------------------------ | ------------------------------------ | ------------------------------------ | ------------------------------------ | ------------------------------------ |
|                                      |                                      |                                      |                                      |                                      |
| Срби                                 | Срби                                 |                                      | 2.329                                | 98,89%                               |
| Словаци                              | Словаци                              |                                      | 6                                    | 0,25%                                |
| Хрвати                               | Хрвати                               |                                      | 5                                    | 0,21%                                |
| Црногорци                            | Црногорци                            |                                      | 3                                    | 0,12%                                |
| Бошњаци                              | Бошњаци                              |                                      | 3                                    | 0,12%                                |
| Роми                                 | Роми                                 |                                      | 1                                    | 0,04%                                |
| непознато                            | непознато                            |                                      | 6                                    | 0,25%                                |

| Година пописа     | 1948. | 1953. | 1961. | 1971. | 1981. | 1991. | 2002. |
| ----------------- | ----- | ----- | ----- | ----- | ----- | ----- | ----- |
| Број домаћинстава | 579   | 638   | 694   | 795   | 852   | 841   | 811   |

| Број чланова      | 1   | 2   | 3   | 4   | 5  | 6  | 7  | 8 | 9 | 10 и више | Просек |
| ----------------- | --- | --- | --- | --- | -- | -- | -- | - | - | --------- | ------ |
| Број домаћинстава | 177 | 237 | 119 | 136 | 73 | 54 | 10 | 2 | 2 | 1         | 2,90   |

| Пол    | Укупно | Неожењен/Неудата | Ожењен/Удата | Удовац/Удовица | Разведен/Разведена | Непознато |
| ------ | ------ | ---------------- | ------------ | -------------- | ------------------ | --------- |
| Мушки  | 1.017  | 294              | 619          | 60             | 41                 | 3         |
| Женски | 991    | 137              | 627          | 200            | 22                 | 5         |
| УКУПНО | 2.008  | 431              | 1.246        | 260            | 63                 | 8         |

| Пол    | Укупно                    | Пољопривреда, лов и шумарство | Рибарство                            | Вађење руде и камена | Прерађивачка индустрија       |
| ------ | ------------------------- | ----------------------------- | ------------------------------------ | -------------------- | ----------------------------- |
| Мушки  | 693                       | 427                           | 1                                    | 0                    | 31                            |
| Женски | 394                       | 307                           | 0                                    | 0                    | 21                            |
| УКУПНО | 1.087                     | 734                           | 1                                    | 0                    | 52                            |
| Пол    | Производња и снабдевање   | Грађевинарство                | Трговина                             | Хотели и ресторани   | Саобраћај, складиштење и везе |
| Мушки  | 6                         | 43                            | 46                                   | 7                    | 99                            |
| Женски | 0                         | 3                             | 25                                   | 3                    | 3                             |
| УКУПНО | 6                         | 46                            | 71                                   | 10                   | 102                           |
| Пол    | Финансијско посредовање   | Некретнине                    | Државна управа и одбрана             | Образовање           | Здравствени и социјални рад   |
| Мушки  | 1                         | 5                             | 8                                    | 4                    | 0                             |
| Женски | 0                         | 0                             | 1                                    | 13                   | 10                            |
| УКУПНО | 1                         | 5                             | 9                                    | 17                   | 10                            |
| Пол    | Остале услужне активности | Приватна домаћинства          | Екстериторијалне организације и тела | Непознато            | Непознато                     |
| Мушки  | 7                         | 0                             | 0                                    | 8                    | 8                             |
| Женски | 5                         | 0                             | 0                                    | 3                    | 3                             |
| УКУПНО | 12                        | 0                             | 0                                    | 11                   | 11                            |

## Галерија
- Споменик палим борцима 1941-1945.
- Центар села
- Школско двориште
- Зграда школе
- Школско двориште
- Поглед на центар села
- Поглед на сеоско игралиште
- Црква у изградњи